# بنی مزلین
بنی مزلین (به عربی: بنی مزلین) یک شهرداری در الجزایر است که در استان قالمه واقع شده‌است. بنی مزلین ۴٬۴۹۱ نفر جمعیت دارد.